# Heterostemon impar
Heterostemon impar är en ärtväxtart som beskrevs av George Bentham. Heterostemon impar ingår i släktet Heterostemon och familjen ärtväxter. Inga underarter finns listade i Catalogue of Life.